# 船舶電話

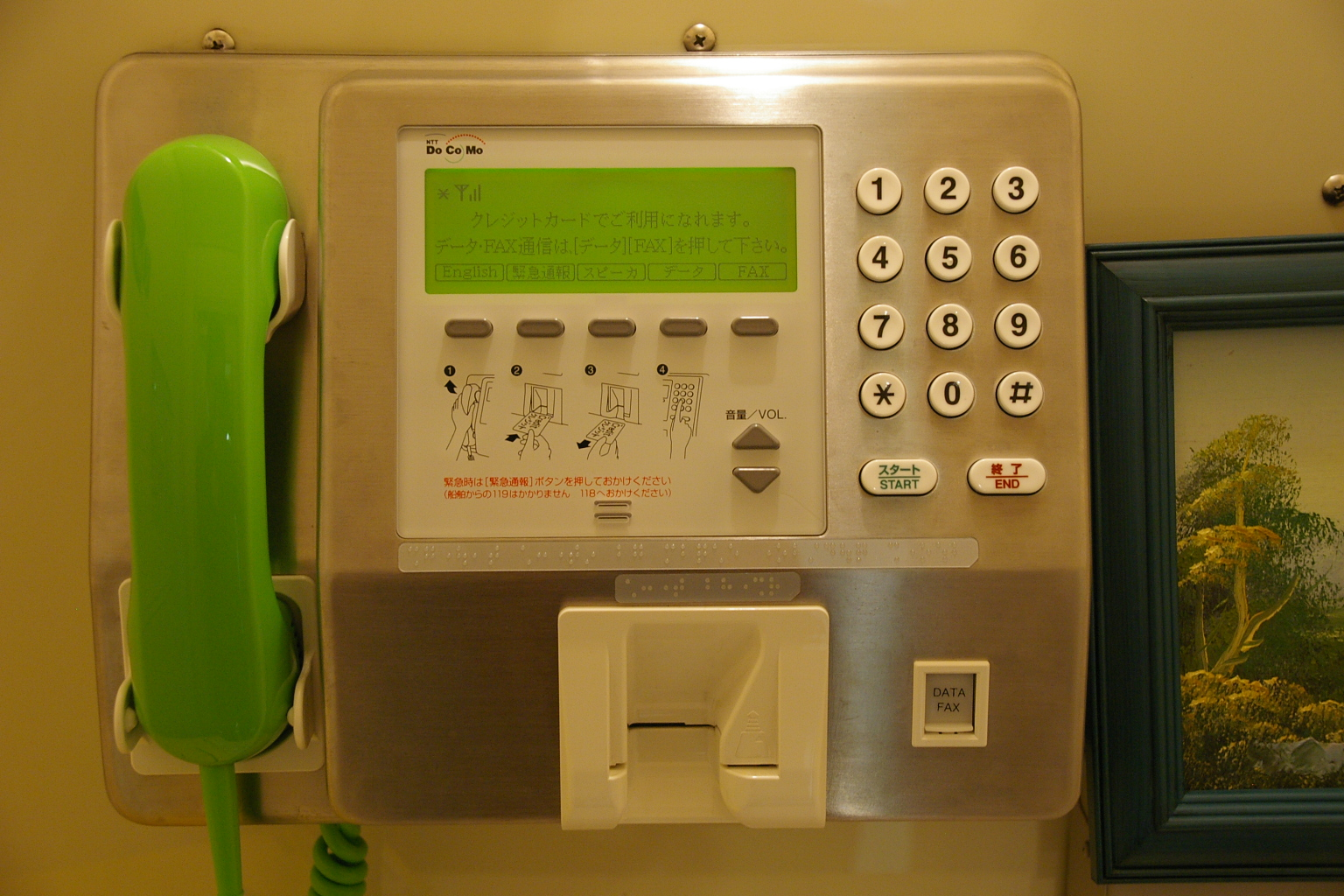
フェリーで利用されているNTTドコモワイドスタークレジットカードホンA81（衛星船舶電話）

船舶電話（せんぱくでんわ）とは、船舶に搭載の電話機により海上からの電話を行う移動体通信である。陸上の海岸局（基地局）を使用した公衆交換電話網と接続されたものである。
日本では、衛星電話への移行や、海上での携帯電話・第三者無線の使用が解禁されたため、2003年（平成15年）以降、船舶専用のシステムは存在しない。なお、船舶電話から110番通報した場合は、海上保安庁に接続されていた。
日本国内では船舶電話の後継である、衛星電話ワイドスターの衛星船舶電話サービスに移行されている。

## 国際無線電話
KDD（後のKDDI）が行っていた、遠洋航海をする船舶向けのサービス。短波のSSBを使用した手動交換方式であった。
1936年（昭和11年）8月7日サービス開始。当初は太平洋横断航路を航行する秩父丸向けのものであった。1968年（昭和48年）9月28日に「遠洋船舶電話サービス」（コールサイン JBO）として開始し、2003年（平成15年）3月31日24時 (JST) にサービス終了。インマルサットの衛星電話に移行した。
諸外国では2014年現在でも使用されており、日本でもアジア諸国等からの信号であれば、SSBに対応したBCLラジオ、短波帯のアマチュア無線機等で容易に受信が可能である。

## 港湾電話・手動交換内航船舶電話

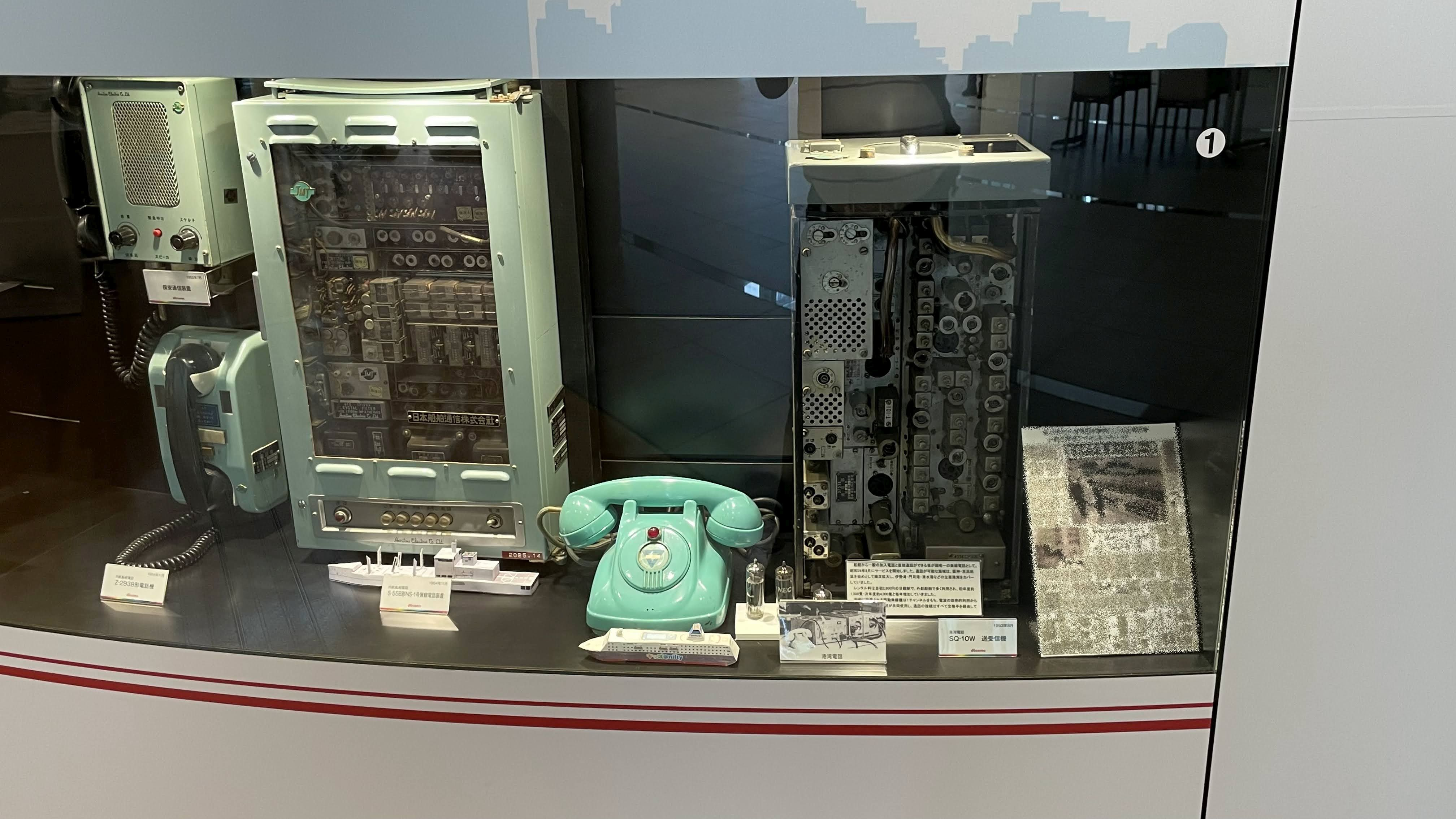
内航船舶電話（左）と、港湾電話（右）

日本初の商用移動体通信サービス（現在の携帯電話サービスに相当）として、1953年3月に日本電信電話公社の関連会社の日本船舶通信（のちのドコモ・センツウ。現在はドコモ・モバイルに合併）が、船舶向けの港湾電話（通称、ハーバー・サービス　1959年3月に「船舶電話」に改称）を東京湾・大阪湾（スケルチ方式）でサービスを開始。
1964年には手動交換内航船舶電話が横浜港・神戸港（スケルチ方式）で、1958年には瀬戸内海・駿河湾（パイロット方式）で開始された。
周波数変調で150MHz帯を使用していた。150MHz帯以外にも140MHz帯や250MHz帯（東京港湾内のみ）使用されていた時期もある。
混信防止のために海域を一定の範囲ごとにA圏・B圏に分けて交互に配置し、圏ごとに使用する周波数を変えることにより混信を防ぐ2ゾーン方式を取っていた。しかし2ゾーン方式では隔離が不十分であったため、近隣の同じ圏の電波が混信することもあった。
手動交換式船舶電話のトラフィック増大により、自動方式に使用予定の250MHz帯を暫定利用していたが、暫定手動方式と呼ばれる方式が一時期利用された。その後、自動交換内航船舶電話に移行したため、1986年（昭和61年）3月にサービス終了。

### 使用方法
150MHz帯等を利用した船舶電話を船から発信する場合
1. 使用する前に電話機に「圏外」「話中」のランプが消灯しているか確認する。
  - サービスエリア外の場合は「圏外」ランプが点灯する。
  - サービスエリア内にかかわらず利用できるチャンネルが塞がっている場合は「話中」ランプが点灯する。
2. 使用するときは受話器を上げ、自船が居るエリア（A圏・B圏のどちらか）のボタンを押す。
3. 船舶台の電話交換手が応答するので自局の電話番号（せんぱく*-***）と通話先の電話番号を告げる。
  - 電報を打つ場合には船舶台の交換手に電報の発信である事を告げると取次ぎを行う。

- 私用通話（乗組員のプライベートな通話）の場合は料金通知が必要な旨を伝えると交換手が相手先にダイヤルし、相手先が船からの通話に応じる事を確認した後に発信元と相手先との回線が接続される。
- どちらかが受話器を置く（回線を切断する）と料金通知を申し込んで居た場合は再呼び出しベルが鳴動し、受話器を取り上げる事により交換手から先ほどの通話料金を告げられる。
- A圏・B圏は日本沿岸がそのどちらかに決められており、あらかじめどちらか確認しておく。
- 瀬戸内海等ではA圏・B圏のどちらを押しても利用できる場合があるが、圏の押し間違いや電波が遠くに届きすぎて遠方の船舶台（交換台）を経由したために、料金トラブルが発生することもまれにあった。

250MHz暫定手動方式を使用する場合
1. 使用する前に電話機のランプ（赤色LED）を確認する。
  - サービスエリア内に居る場合は点灯中使用不可ランプが滅灯する
  - サービスエリア内にもかかわらず利用できるチャンネルが塞がっている場合は点灯中使用不可ランプが点灯する。
2. 使用するときは受話器を上げるだけで、船舶台の交換手が応答する。

陸から船に掛ける場合
1. 電話を掛けるときにあらかじめ船が居る位置を推定し、その海域を担当する船舶台に電話を掛け、交換手に掛けたい船舶の番号と自分の電話番号を告げる。
2. 交換手が船に対して発信し、船側が通話に応じる事を確認したのち、発信元と相手先船舶との回線が接続される。
  - もし交換手が船に対して発信操作を行ったが応答が無かった場合は圏外か、別の船舶台を通して掛けなおすように説明され、通話が終了する。

- ハンドオーバーは実装されていなかったため、船舶が交換台の担当海域外に出た場合は、移動先の海域を担当する交換台に電話をかけなおさなければならなかった[2]。

### 通話のセキュリティ
140MHz帯や150MHz帯を利用する船舶電話回線は全二重の周波数変調であるが、特段の対策がなされていないため、基地局側の周波数にFM方式の受信機等の周波数に合わせると、通話を傍受できた。
当時警察無線や消防無線、救急無線などを一般の人間が傍受する機会が多くなり問題となったため、暫定手動方式以降は反転秘話回路が搭載されることとなった。

## 自動交換内航船舶電話

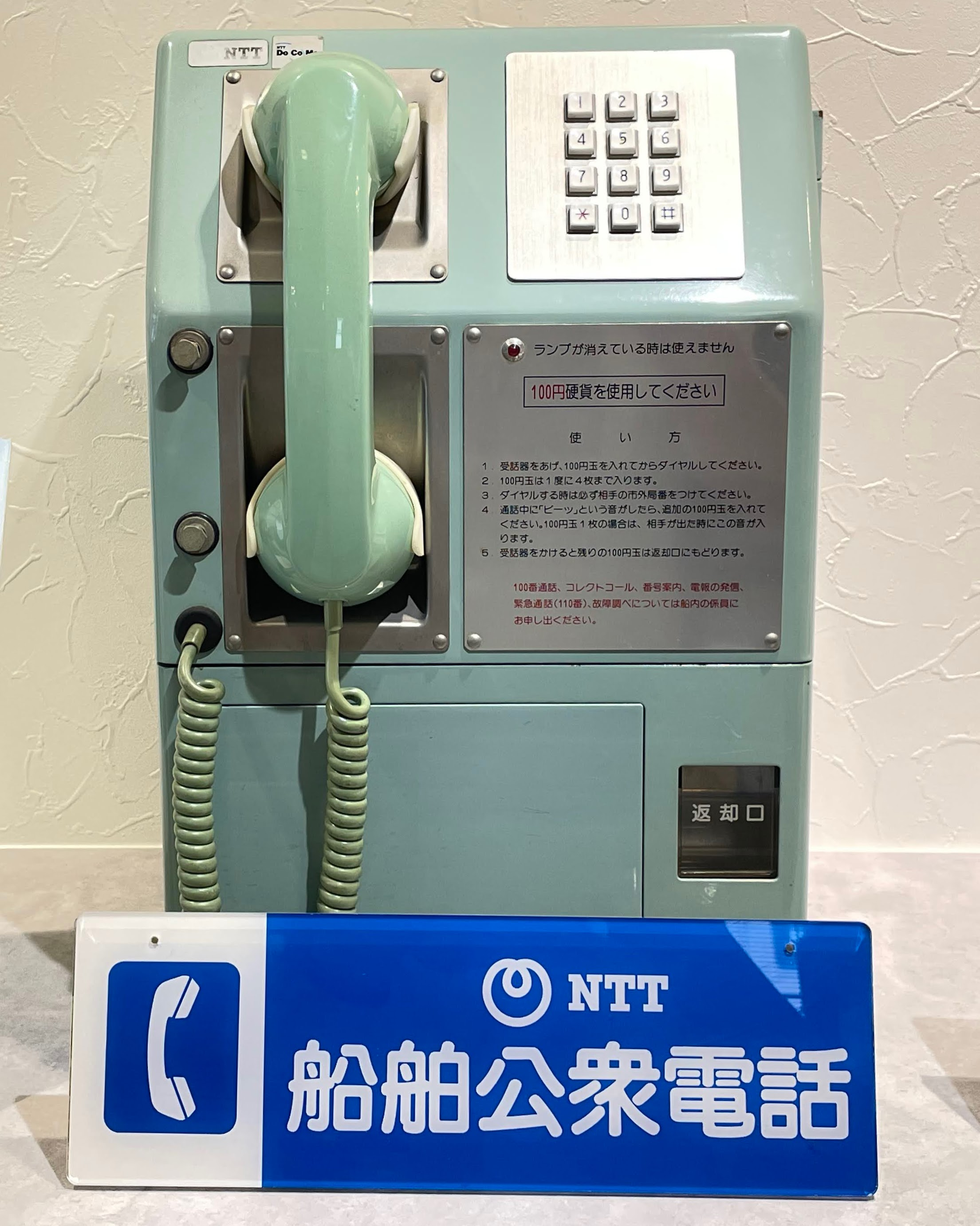
自動交換内航船舶電話（コイン式公衆電話機）

1979年3月には、250MHz帯を用いた自動交換内航船舶電話が導入され、サービスエリアを日本沿岸全域（沿岸から50～100km）に拡大した。通信中に海岸局を切り替えるハンドオーバー可能な、自動交換方式のものである。音声通信は周波数変調、制御は帯域内トーン信号で行われていた。1981年にはフェリーや鉄道連絡船などの旅客船向けに公衆電話型の「コイン式公衆電話機」が、1988年にはクレジットカードが使える「カード型電話機」も登場した。1993年（平成5年）9月30日にサービス終了。
- 船舶は自動車と比べ移動速度が遅いためハンドオーバーは自動化されていなかった。
- 海域を3群に分けた3ゾーン方式を採用したため、2ゾーン方式であった手動交換方式よりも混信が減り、通話品質が大きく改善された[2]。
- 音声通信は反転秘話回路で処理した後に周波数変調を行い、ダイヤルは特殊送出タイミングのDTMF制御で行う。
- 着信や発信時、回線切断などの回線制御は低周波信号で行われていた（帯域内トーン信号）。
- 独特のピロピロ音による低周波信号だったため、まれに口笛やバックノイズで誤動作（回線誤切断）する事もあり、FAXを利用するには船側、着信側に特殊な変換装置が必要であった。
- 船舶の船舶番号（後述のEFGHの部分）の前に、海域ごとの海域番号（後述のABCDの部分）を付け課金制御を行っていた。電話番号は、0-ABCD-EFGH形式であった。
- 周波数は、海岸局 253.0375 - 273.7875MHz・船舶局（移動局）268.0375 - 268.7875MHzを25kHz間隔で使用していた。
- 防衛省ではほぼ同様の自営システムを現在も使用している。

## 新内航船舶電話
自動車電話の第2世代移動通信システム(2G)と、中継網・通信制御方式を統合したもの。1988年（昭和63年）11月16日サービス開始。音声通信は周波数変調、制御はモデムによるデジタル信号で行われていた（帯域外デジタル制御）。
その頃の自動車電話と同様に距離に応じて市外局番が違い、相手が発信者の最寄りのエリアに居る場合は030、それ以外の遠距離のエリアに居る場合は040を付けて課金制御を行っていた。
また、テレホンカード型公衆電話と携帯型電話機も利用可能であった。カーフェリーなどの旅客船ではテレホンカード型電話機や100円硬貨を投入して通話料金の精算を行う硬貨投入式電話機が設置され、新方式船舶電話でも引き続き利用されたが、新方式船舶電話終了とともに硬貨投入式電話機は廃止された。
周波数は、基地局側 271.175 - 274.975MHz・移動機側　262.175 - 265.975MHzを12.5kHz間隔で使用していた。現在この周波数は電波伝搬試験用・無線機器製造事業用として使われている
自動車電話は2001年5月に第3世代移動通信システム(3G)の携帯電話サービスに移行することが決まっており、1996年には同じシステムを使用していた航空機電話も、N-STAR衛星電話（現 ワイドスター）による衛星航空電話サービスへの移行が開始され（2004年3月廃止）、1999年（平成11年）3月31日にサービスを終了。

## マリネットホン
マリネットホンは、通信自由化により新規参入した電気通信事業者であるマリネットホングループがサービスを行っていた船舶電話サービス。第三者無線と同じく大ゾーン方式で、ハンドオーバーは不可能。音声通信は周波数変調、制御はモデムによるデジタル信号で行われていた。可搬式端末（電話機）であり、基地局付近であれば、船舶上や陸上で移動しながら通話可能であった。
また、同じ基地局のマリネットホン同士では、送受信切り替えスイッチ (PTT : Press to talk) を押して送信する半復信方式であり、同報通信も可能であった。公衆交換電話網や違う基地局のマリネットホンとは、普通の電話と同じ同時送話可能な複信方式であった。
一般電話からマリネットホンへ発信するには、センターの代表番号へ電話し、セカンドダイヤルトーンを確認し、プッシュトーン (DTMF) で5ケタの加入者番号を入力していた。
移動局の最大出力は10Wであった。周波数は、海岸局（基地局）832.0125 - 833.9875MHz、船舶局（移動局）887.0125 - 888.9875MHzで12.5kHz間隔であった。なお、この周波数は事業を授受したIDO/DDIセルラーグループの携帯電話サービスに使用された後、2005年（平成17年）現在ではNTTドコモのFOMAプラスエリア対応携帯電話機の送信に使用されている。
サービス終了後、第三者無線の海上使用が解禁され、役目が引き継がれた。
- 東京湾マリネット→日本移動通信（現 KDDI）
サービス地域は、東京湾及びその周辺海岸部　1988年9月1日∼1997年12月[7][8]
- 関西マリネット→関西セルラー電話（現 KDDI）
サービス地域は、大阪湾・播磨灘並びに大阪府・兵庫県の周辺海岸部　1989年12月1日∼1998年6月[7][8]
- 瀬戸内マリネット→中国セルラー電話（現 KDDI）
サービス地域は、広島湾・安芸灘・斎灘・伊予灘及び燧灘並びに周辺海岸部　1990年4月6日∼1998年6月[7][8]

## 略歴
- 1936年（昭和11年）8月7日 - 太平洋航路就航の「秩父丸」と日本初の国際無線電話の開始
- 1953年（昭和28年）8月 - 旧日本電信電話公社により「港湾電話」（ハーバー・サービス）として、東京湾と大阪湾に停泊中か航行中の船舶を対象にサービス開始
- 1958年（昭和33年） - 「沿岸電話」（コースタル・サービス）として、瀬戸内海でサービス開始
- 1959年（昭和34年）3月1日 - 五島航路の日本初の船舶公衆電話と「港湾電話」と「沿岸電話」とを統合し、「船舶電話」の名称となる。
- 1964年（昭和39年）11月 19日 - 150MHzを利用した、手動交換方式サービスを開始し全国沿岸へ拡大。初年度計画15局が運用を開始した[9]。
- 1979年（昭和54年）3月27日 - 250MHz帯を利用した、自動交換方式船舶電話サービス開始
- 1986年（昭和61年）3月 - 手動式のサービス停止
- 1988年（昭和63年）
  - 9月1日 - 東京湾マリネットのサービス開始
  - 11月16日 - 自動車電話と中継網を統合した、新船舶電話（250MHz帯アナログ）方式サービス開始。カード型公衆電話と携帯型端末提供開始
- 1989年（平成元年）12月1日 - 関西マリネットのサービス開始
- 1991年（平成3年）4月26日 - 瀬戸内マリネットのサービス開始
- 1992年（平成4年）10月 - IDO（現KDDI）による東京マリネットの吸収合併
- 1993年（平成5年）9月30日 - 旧船舶電話方式のサービス停止
- 1994年（平成6年）8月1日 - DDIセルラーグループによるマリネットグループ2社の吸収合併
  - 関西マリネット → 関西セルラー電話（現KDDI）
  - 瀬戸内マリネット → 中国セルラー電話（現KDDI）
- 1996年（平成8年）3月29日 - NTTドコモによって、日本の領海専用の衛星電話（ワイドスター）のサービスと、その端末の売り切り制度開始
- 1997年（平成9年） - 旧マリネットをサービス停止にし、その電波帯域を携帯電話で使用
- 1999年（平成11年）3月31日 - 新船舶電話（アナログ）方式サービス停止
- 2003年（平成15年）3月31日24時 - 国際無線電話 (JBO) サービス停止

以後は、衛星電話参照